# 1,6-Hexanodiol
1,6-Hexanodiol é um composto orgânico de fórmula HOCH2(CH2)4CH2OH) que apresentase na forma de um sólido cristalino incolor que possui ponto de fusão de 42 °C e ponto de ebulição de 208 °C. É insolúvel em água e é higroscópico.